# منتخب برمودا لكرة السلة
منتخب برمودا لكرة السلة هو ممثل برمودا الرسمي في المنافسات الدولية في كرة السلة. ينتمي إلى منطقة اتحاد الأمريكتين لكرة السلة. انضم إلى الاتحاد الدولي لكرة السلة في عام 1998.